# Ґербен Карстенс
Ґербен Карстенс (нід. Gerben Karstens, 14 січня 1942 — 8 жовтня 2022) — нідерландський велогонщик.
Олімпійський чемпіон 1964 року в роздільній командній гонці.